# 小行星2308
小行星2308（2308 Schilt）是一颗围绕太阳公转的小行星。1967年5月6日，卡洛斯·塞斯科、阿諾德·克萊莫拉（Arnold Klemola）在圣胡安省发现了此天体。
該小行星以荷蘭天文學家揚·席爾特命名。
这颗小行星的绝对星等为232.98880等。